# Kerivoula furva
Kerivoula furva — вид рукокрилих ссавців родини лиликових (Vespertilionidae).

## Опис
Це керивула середнього розміру, з масою тіла 4–7 г і довжина передпліччя 30.9–37.5 мм. Вухо має воронкоподібну форму й довжину 14.3–15.2 мм. Спинний волосяний покрив від чорно-коричневого до чорно-сірого. Окремі спинні волоски мають темно-коричневий колір і загалом однорідні за кольором, за винятком кінчиків, які ще темніші. Черевний волосяний покрив сірувато-коричневий. Окремі черевні волоски мають чітко виражені темно-коричневі основи; ті на грудях і вздовж середньої лінії живота мають середньо-коричневі кінчики, а на боках живота блідо-сірі кінчики. Деякі окремі кажани мають волоски з сірими кінчиками по всій черевній поверхні.

## Поширення
Відомий ареал охоплює Тайвань, пн.-сх. Китай, М'янму, Індійський штат Мегалая. Вид має широкий ареал на Тайвані, де трапляється в гірських і горбистих районах з висотою <1800 м над рівнем моря. K. furva був знайдений у широколистяних вічнозелених лісах із низьким та середнім рівнем порушення, включаючи ліси, змішані з плантаціями пальм, бананів або бамбуків.